# Keitsor sten
Keitsor sten är en klippa i Finland.   Den ligger i kommunen Pargas i den ekonomiska regionen  Åboland  och landskapet Egentliga Finland, i den sydvästra delen av landet, 190 km väster om huvudstaden Helsingfors.
Terrängen runt Keitsor sten är mycket platt. Havet är nära Keitsor sten norrut. Runt Keitsor sten är det mycket glesbefolkat, med 7 invånare per kvadratkilometer. Närmaste större samhälle är Korpo, 4,2 km sydost om Keitsor sten. 